# Wissenschaftlicher Witz
Als wissenschaftlichen Witz oder Scherz bezeichnet man einen Witz oder einen Scherz, der direkten Bezug zur Wissenschaft hat und ihre Formen parodiert. Der Begriff ist nicht klar umgrenzt, die Pointe ist unmittelbar oft nur Angehörigen der jeweiligen wissenschaftlichen Disziplin zugänglich. Von einem Insiderwitz solcher Gruppen allgemein unterscheidet er sich jedoch dadurch, dass er sich auf allgemeine Klischees und Formen der wissenschaftlichen Gemeinschaft bezieht und oft die Form einer oder mehrerer wissenschaftlicher Publikationen annimmt, oder es handelt sich um Anekdoten um und über herausragende Persönlichkeiten des Faches und ihre Arbeit.
Gegenstand ist oft die Kluft zwischen wissenschaftlicher Praxis und Alltagsverständnis, die es erlaubt, durch die Wahl der wissenschaftlichen Form die Unsinnigkeit oder mangelnde Plausibilität des Inhalts zu verdecken. Sie verweisen damit auf die Möglichkeit von Betrug und Fälschung in der Wissenschaft. Wissenschaftliche Witze und scherzhafte Veröffentlichungen sind spätestens seit dem 17. Jahrhundert belegt.

## Erscheinungsformen

### Fiktive Personen
Viele wissenschaftliche Disziplinen kennen fiktive Persönlichkeiten. Häufig handelt es sich dabei um erfundene Mitglieder des Wissenschaftsbetriebs, denen einzelne Erfindungen oder Entdeckungen zugeschrieben werden.
Beispielsweise soll in der Mathematik ein Alessandro Binomi der Entdecker der binomischen Formeln sein. Auf den fiktiven Mathematiker Julius Eigen (alternativ auf Manfred Eigen, einen existierenden Chemiker) soll die Erfindung des Eigenwerts zurückgehen. F. D. C. Willard, der international 1975 und 1980 als Verfasser in renommierten Fachzeitschriften zur Physik veröffentlichte, war ein Siamkater. Die Wahl des kollektiven Pseudonyms Nicolas Bourbaki, unter dem ein Zirkel führender Mathematiker der 1930er Jahre eine Lehrbuchreihe veröffentlichte, geht auf einen Scherz zurück. Weitere Beispiele solcher Kollektivpseudonyme in der Mathematik sind Boto von Querenburg, Blanche Descartes, G. W. Peck (den Namen benutzten eine Reihe Mathematiker, darunter Daniel Kleitman), John Rainwater (ein Pseudonym, das eine Reihe von Mathematikern auf dem Gebiet der Funktionalanalysis gemeinsam benutzten, zum Beispiel Robert Phelps, und das als Studentenscherz in einer Mathematikvorlesung 1952 begann) und Arthur Besse. Ein Professor mit Namen Ernst August Dölle soll einen Lehrstuhl für Psychologie und Pädagogik innegehabt haben (an einer Hochschule, für deren Existenz es keine Belege gibt), ein Verfassungsrechtler namens Friedrich Gottlob Nagelmann an der Universität Potsdam beheimatet gewesen sein. P. D. Q. Bach soll der letzte Sohn Johann Sebastian Bachs und wie sein Vater Komponist gewesen sein, unter diesem Namen hat sein Schöpfer zahlreiche Werke geschrieben.

### Fingierte Lexikonartikel

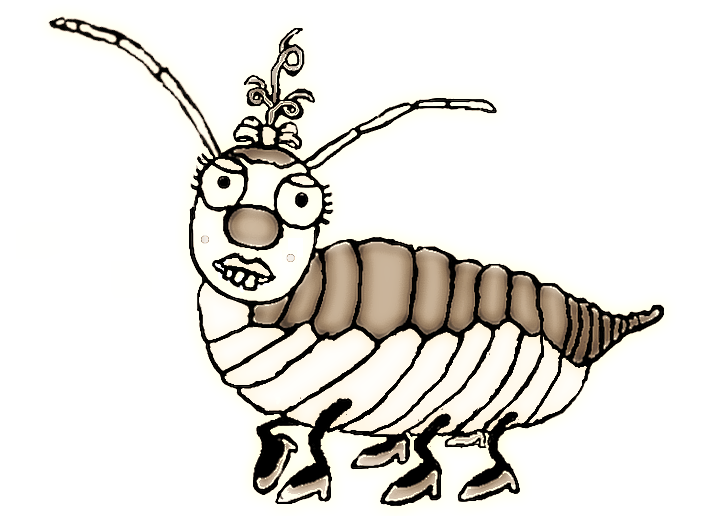
Die Steinlaus (hier ein Weibchen, frei nach Loriot) steht im Pschyrembel

In wissenschaftlichen Lexika verschiedener Fachbereiche sind mitunter frei erfundene Themen aufgenommen oder Alltägliches aus (hoch-)wissenschaftlicher Sicht behandelt. Zu den bekanntesten zählt der einem Sketch von Loriot entstammende Eintrag zur Steinlaus im Pschyrembel. Als sie nach zwei Auflagen in der 257. wieder aus diesem medizinischen Nachschlagewerk entfernt worden war, regte sich Leserprotest, und sie wurde in spätere wieder aufgenommen. Im Pschyrembel Wörterbuch Naturheilkunde und alternative Heilverfahren desselben Verlags wird der Kurschatten als medizinisches Phänomen erklärt. Der Neue Pauly, eine Enzyklopädie zur Antike, enthält im ersten Band einen Eintrag über Apopudobalia, eine erdachte antike Vorform des Fußballs. Die neunte Auflage des Römpp-Chemielexikons gibt eine Scherzversion der KKK-Regel wieder.
Teilweise beziehen sich diese Nihilartikel auch auf fiktive Persönlichkeiten der Wissenschaft, beispielsweise wird P. D. Q. Bach im Personenteil der Enzyklopädie Die Musik in Geschichte und Gegenwart gelistet.

### Andere wissenschaftliche Scherzarbeiten
Außerhalb von Fachlexika tauchen in der wissenschaftlichen Literatur bisweilen nur dem Anschein nach ernst gemeinte wissenschaftliche Arbeiten auf, beispielsweise in wissenschaftlichen Zeitschriften oder als eigenständige Publikationen. So gelang es dem noch jungen Physiker und späteren Nobelpreisträger Hans Bethe 1931 mit seinen Kollegen Beck und Riezler, eine Nonsens-Arbeit im angesehenen Journal Die Naturwissenschaften unterzubringen, mit der sie die Zahlenspielereien des damals berühmten britischen Astrophysikers Arthur Stanley Eddington parodierten. 1948 spielte George Gamow seinem Freund Bethe umgekehrt einen Streich, als er für eine (ernst gemeinte) Arbeit, die er und sein Student Ralph Alpher ausführten, Bethe ohne dessen Wissen als weiteren Autor nannte, um die Anklänge an den Anfang des griechischen Alphabets zu vervollständigen. Sie wurde als „Alpha-Beta-Gamma“-Arbeit bekannt. Bethe gehörte zum Gutachter-Gremium der Zeitschrift, erhob aber keine Einwände gegen den Scherz.
Inspiriert von Christian Morgensterns Gedicht Das Nasobēm erfand der Zoologe Gerolf Steiner die Säugetierordnung Rhinogradentia und veröffentlichte 1957 unter Wahrung aller formalen Aspekte das Lehrbuch Bau und Leben der Rhinogradentia. Die auf Deutsch „Nasenschreitlinge“ genannten Tiere werden in Publikationen immer wieder aufgegriffen und haben sich so zu einem Running Gag entwickelt.
Eine Reihe von wissenschaftlichen Scherzarbeiten stellt Banales oder Alltägliches in einen wissenschaftlichen Kontext oder wendet wissenschaftliche Methoden auf ein Thema an, das nicht Untersuchungsgegenstand der jeweiligen wissenschaftlichen Disziplin ist. Beispiele hierfür sind der mathematische Aufsatz A Contribution to the Mathematical Theory of Big Game Hunting, 1938 im American Mathematical Monthly veröffentlicht von Ralph Boas und Kollegen unter dem Pseudonym H. Pétard, der Anwendungen der Mathematik in der Großwildjagd behandelt. In der Monographie Pasta Theobromae in Max Wichtls Teedrogen und Phytopharmaka wird Schokolade wie eine Droge beschrieben, die in der Kinderheilung bei Tränenfluss nach kleinen Verletzungen lindernde Wirkung haben soll.
Die Nacirema (rückwärts gelesen: ‚American‘, englisch für ‚Amerikaner‘) wurden 1956 vom Ethnologen Horace Miner untersucht. In einem Aufsatz in der Zeitschrift American Anthropologist beschrieb er deren Körperrituale, beispielsweise wie Männer täglich ihre Gesichtshaut mit scharfen Klingen malträtieren (Rasur) oder Frauen regelmäßig ihren Kopf backen (Friseur).
Der Informatiker Donald Ervin Knuth schrieb im Jahre 1977 einen satirischen Artikel Über die Komplexität von Liedern, in dem er die Methoden der Komplexitätstheorie auf bekannte Pop- und Kinderlieder anwendete.
Die Wirtschaftswissenschaften sind gelegentlich dem Vorwurf ausgesetzt, sämtliche Lebenslagen nur wirtschaftlich zu bewerten. Gary Becker hat die Grundlagen der Preistheorie auf Kriminalität und Familienverhältnisse angewandt (siehe auch Rotten-Kid-Theorem). Daraufhin schrieb Alan Blinder, VWL-Professor an der Princeton University, als Satire einen Artikel über das Zähneputzen aus ökonomischer Sicht, der 1974 im angesehenen Journal of Political Economy veröffentlicht wurde. Blinder stellt ein (künstlich aufgeblähtes) mathematisches Modell vor, das sich mit der Optimierung der täglich auf das Zähneputzen verwendeten Zeit beschäftigt, ausgehend von der Annahme, dass das Einkommen einer Person eine von Arbeitszeit und Zahnhygiene abhängige Funktion ist. Aus dem Modell lassen sich nach Ansicht des Autors „viele empirisch überprüfbare Hypothesen ableiten.“

Zwei Beispiele für Strukturformeln der anthropomorphen Moleküle, sogenannte NanoPutians

Stephanie H. Chanteau und James M. Tour (Rice University, Houston, Texas) veröffentlichten 2003 im angesehenen Journal of Organic Chemistry Wege zur Synthese anthropomorpher Moleküle.
In der Hochphase postmoderner Theorie veröffentlichte Alan Sokal 1996 in der Zeitschrift Social Text einen Aufsatz mit dem Titel Transgressing the Boundaries: Towards a Transformative Hermeneutics of Quantum Gravity. Sein Anliegen war es, zu zeigen, ob ein führendes Wissenschaftsmagazin einen frei erfundenen Zusammenhang publiziert, solange er eindrucksvoll klingt und konform zur ideologischen Grundlinie der Zeitschrift ist. Die folgend so genannte Sokal-Affäre führte zu hitzigen Diskussionen über die Richtigkeit der dekonstruktivistischen Infragestellung der positivistischen Naturwissenschaft.
Die Zeitschrift Totalitarismus und Demokratie veröffentlichte 2015 unwissentlich eine Satire, die sich des Jargons der „Human Animal Studies“ und der Totalitarismustheorie bedient. Die fiktive Historikerin „Christiane Schulte“ behauptet darin u. a., das erste „Maueropfer“ sei nicht ein Mensch, sondern ein Polizeihund namens Rex gewesen.

## Rezeption
Bereits im 17. Jahrhundert wurden wissenschaftliche Witze in das didaktische Repertoire insbesondere von Jesuiten aufgenommen. Sie kommen heute immer noch in Zeitschriften zum Einsatz.
Eine wichtige internationale Fachzeitschrift sind die Annals of Improbable Research, deren Ig Nobel Board of Governors alljährlich (und nicht immer zur Freude der „Gewinner“) den Ig-Nobelpreis für Veröffentlichungen verleiht, die zwar in ernsthafter Weise verfasst wurden, aber von Thema und Titel her als skurril bezeichnet werden können.
Die Computer-Zeitschrift c’t veröffentlicht regelmäßig in ihrer Ausgabe zu Anfang April (die aber schon Ende März erscheint) mehr oder weniger wissenschaftlich verbrämte Aprilscherze. Beispiele waren 1985 ein radial aufzeichnendes Diskettenlaufwerk oder 1999 ein Internet-Beschleuniger in einem Resource Reservation Protocol. Einige der Aprilscherze wurden später teilweise Realität. So wurde 1987 ein Head Vision Projector vorgestellt, der später als Head-Mounted Display realisiert wurde. Irrtümlich der c’t zugeschrieben wird die Anleitung, bei einem 486SX-Prozessor mit vorhandenem, aber nicht funktionierendem oder aktiviertem mathematischem Coprozessor durch Anbohren an einer bestimmten Gehäusestelle den Coprozessor doch zu aktivieren. Sie erschien in DOS International 4/93 auf Seite 134 ff. Eine Bohrschablone war im Artikel in aller Exaktheit angekündigt.
Die Elektronik-Zeitschrift Elektor pflegt in ihren Halbleiterheften immer ein paar Scherzschaltungen unterzubringen, etwa eine Kurzschlussschaltung als Fuse-Destroyer oder das NEVER-Logikgatter.
In der Kryptographie werden Aufsätze aus dem Grenzbereich dieser Wissenschaft im „Journal of Craptology“ veröffentlicht (Herausgeber Nigel Smart).

### Chemie

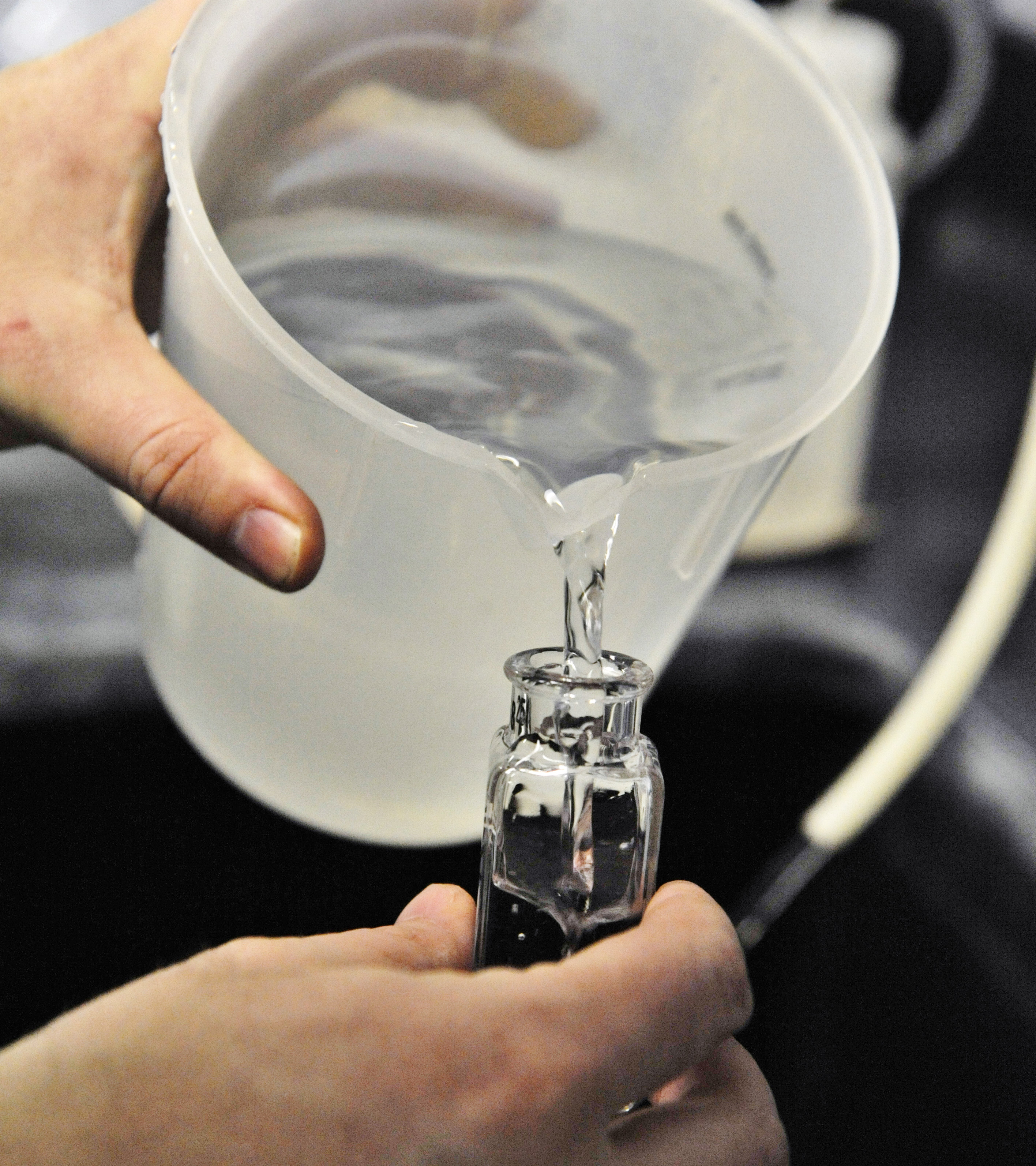
Der Umgang mit DHMO ohne Schutzmaßnahmen erscheint auf den ersten Blick risikolos

## Beispiele